# Laura längdåknings- och skidskyttekomplex
Laura längdåknings- och skidskyttekomplex (ryska: Комплекс для соревнований по лыжным гонкам и биатлону «Лаура», Kompleks dlja sorevnovanij po lyzjnym i biatlony «Laura»), Laura, är en skidanläggning vid foten av Psekhakoåsens backar i orten Krasnaja Poljana i Ryssland. Anläggningen ligger cirka 60 km nordost om OS centrum i själva Sotji.

## Beskrivning
Tävlingarna i skidskytte, längdskidåkning och längddelen i nordisk kombination hålls här under OS 2014 och Paralympics 2014.

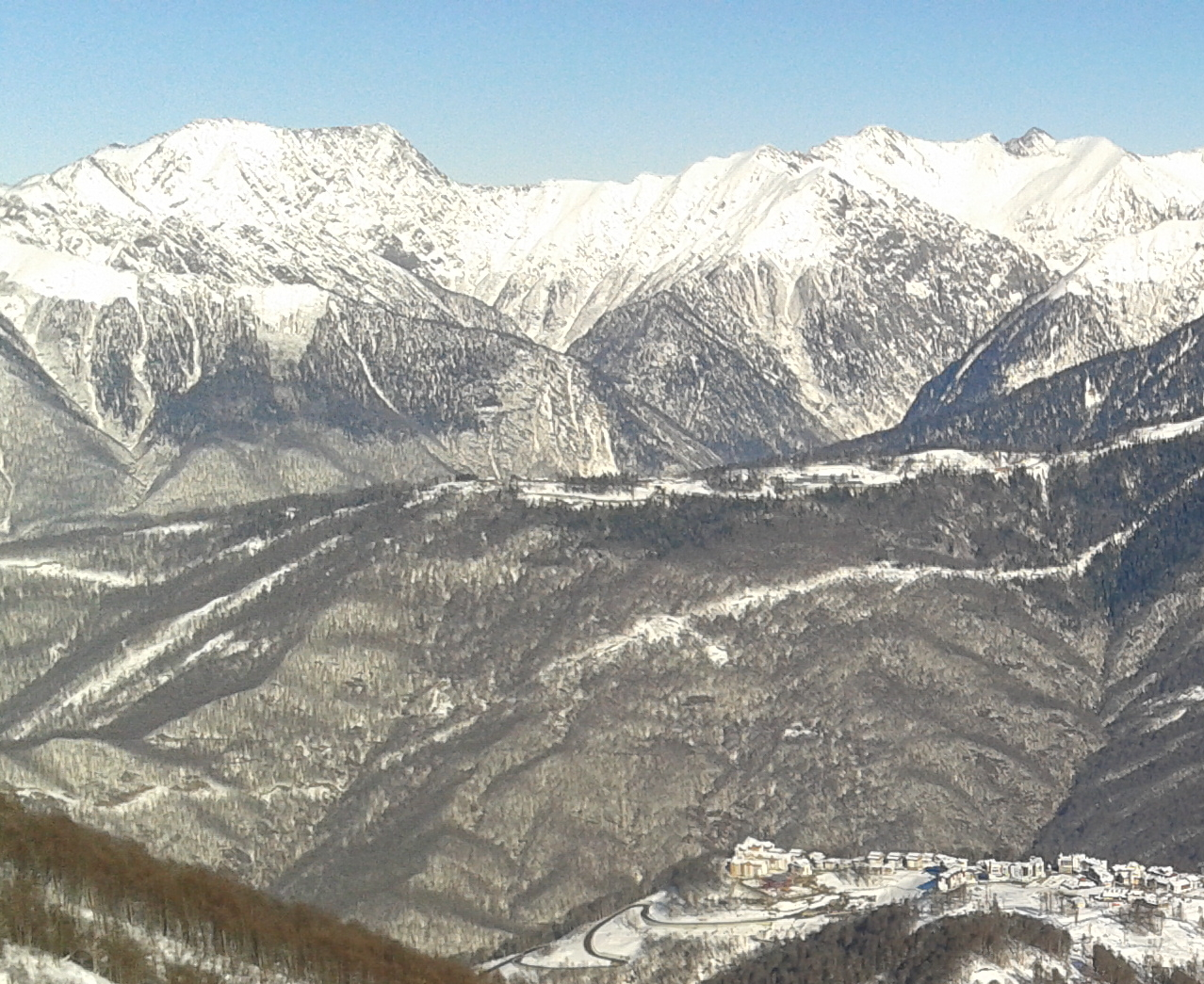
Bergen i östra delen av skidområdet i Krasnaja Poljana. I platån i mitten syns Laura skidkomplex.

Anläggningen invigdes 2013. Den har en total åskådarkapacitet på 15 000 personer, varav 7 500 på både skidskytte- och längdarenan – Laurastadion eller Laura skidstadion.